# 反シオニズム

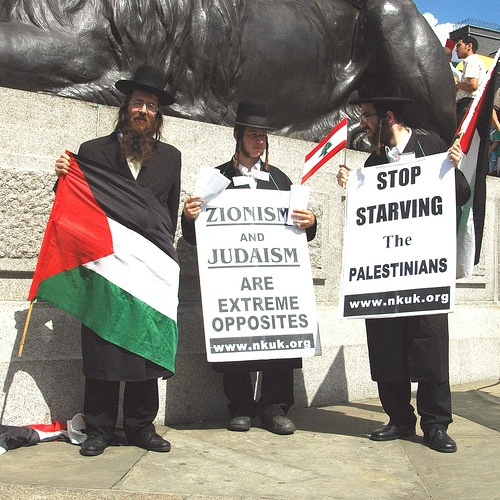
反シオニズム・パレスチナ支持デモを行うナートーレー＝カルターのメンバー

反シオニズム（はんシオニズム）は政治的、宗教的にシオニズムに反対する立場のこと。反ユダヤ主義にもとづく類型もあれば、ユダヤ教徒内部にもシオニズムを批判する者もいる。
反イスラエルとは同義語である。ただし、イスラエル政府およびその支持者は意図的に反シオニズムを反ユダヤ主義と同じものだと決めつけている。

## シオニズムの諸類型
シオニズムの定義には複数の類型が存在し、各類型にはその反対の立場としての「反シオニズム」が存在する。以下、シオニズムの類型を枚挙することで、シオニズムと反シオニズムの関係を概観する。

### ユダヤ民族主義的シオニズム
- ユダヤ人は自己定義に依ればイスラエルの地に端を発し数千年にわたりユダヤ国家を維持していたと信じるユダヤ人の民族解放運動
- 人種差別の一形態としてのシオニズム。1975年の国連決議3379号はシオニズムを人種差別として非難した[3]。しかし16年後にアメリカがこの決議を取り消すように働きかけ、その結果、シオニズムを人種差別と同一視し続けることに賛成票を投じた国連加盟国は、マレーシアなど25か国にとどまり[3]、国連総会決議4686は以前の国連総会決議3379を覆した（Zionism and racism参照）[* 1]。

### 政治的シオニズム
政治的問題への関心からシオニズムと
- ユダヤ人国家としてのイスラエルの存在を支持する政治運動
- イスラエル国家による開発と防衛、そこへのユダヤ人の入植奨励を支持する運動

## 反シオニズムの例

### アラブにおける世俗主義的な反シオニズム
アラブ世界における世俗主義的な反シオニズムは、イスラエルの存在を認める立場への反対や、同国の土地開発や領土拡大運動などに反対する立場が主なものである。ここでは、イスラム主義を背景とする宗教的反シオニズム以外のものを取り上げることとするが、そもそもアラブ世界において宗教的反シオニズムと世俗主義的反シオニズムの区別はしばしば曖昧となることには注意が必要である。
ユダヤ人帰還運動としてのシオニズムは長い歴史を持っており、元々はユダヤ人と共に平和な世俗国家を築こうとするアラブ人も多かった。ユダヤ人はヘブライ語を口語として復活させ、局所的には宗教的な差異を原因とした衝突がありながらも、安定した社会を築き上げていた。しかし、当初は対外貿易と人口増への対応を巡る農業政策におけるユダヤ人とアラブ人の価値観の違い（ユダヤ人の多くが銀行業などの非第一次産業の職業に就いていた一方、農業に従事していたのはほとんどがアラブ人であった）という経済問題が大部分を占めていたはずの両者の対立は、オスマン帝国滅亡後のアラブ民族主義の高まり、後にイスラエルの首相となるベギン率いるイルグン、シャミル率いるレヒ等のユダヤ人テロ組織のテロの激化等の要因が絡まって激化していき、第二次世界大戦が終了した後の1947年の時点では既に、ヨルダンのフセイン国王、アミール・ファイサル・フサイニー（1933年アラブ過激派により暗殺）、ファウズィー・ダルウィーシュ・フサイニー（1946年暗殺）、マルティン・ブーバーらの推進していたイフード運動（民族性・宗教性を表に出さない、平和統合国家案）は非現実的な様相を呈するに至った。その後、トランスヨルダンを委任統治していたイギリスから国連へとパレスチナ問題が移管され、パレスチナ分割によるイスラエル国の成立、二度に亘る中東戦争を経て、アラブ世界における反イスラエル感情は大きな高まりを見せた。アラブ諸国の反帝国主義者は、ある国民が特定の土地を自力で支配するには先ず、自国の人間を移民として送り込むべきとの見解を強調し、対シオニズム闘争はパレスチナ人自身が革命を起こし、ユダヤ人入植地のユダヤ人を排除することによって成功する、とした。また1960年代のナセル時代の汎アラブ主義者は、パレスチナをアラブ世界の一部と捉え、アラブ諸国が団結してイスラエルに軍事介入すべきと説いたのは、その例である。
またこのような国家政治的イデオロギーを背景とした反イスラエル＝反シオニズムの潮流以外に、実際に居住地から追放されたパレスチナ難民の人々によるイスラエルによる入植活動に対する抵抗運動が組織された。パレスチナ難民の発生原因については、当時は、ユダヤ人軍事組織によって追放されたというパレスチナ側の主張とパレスチナ人が自発的に立ち去ったというイスラエル側の主張があったが、現在ではイスラエルの政府資料や米国の諜報資料が公開され、イスラエル側の主張が虚構であり、大多数のパレスチナ難民はユダヤ人によって構成された軍事組織による大量虐殺（イスラエルの歴史学者のイラン・パペによれば、総計2,000人 - 3,000人が犠牲になった）および銃器を用いた脅迫などによって直接居住地から追放されるか、軍事的迫害を恐れて自ら難民となったかのいずれかであった。

### ムスリム

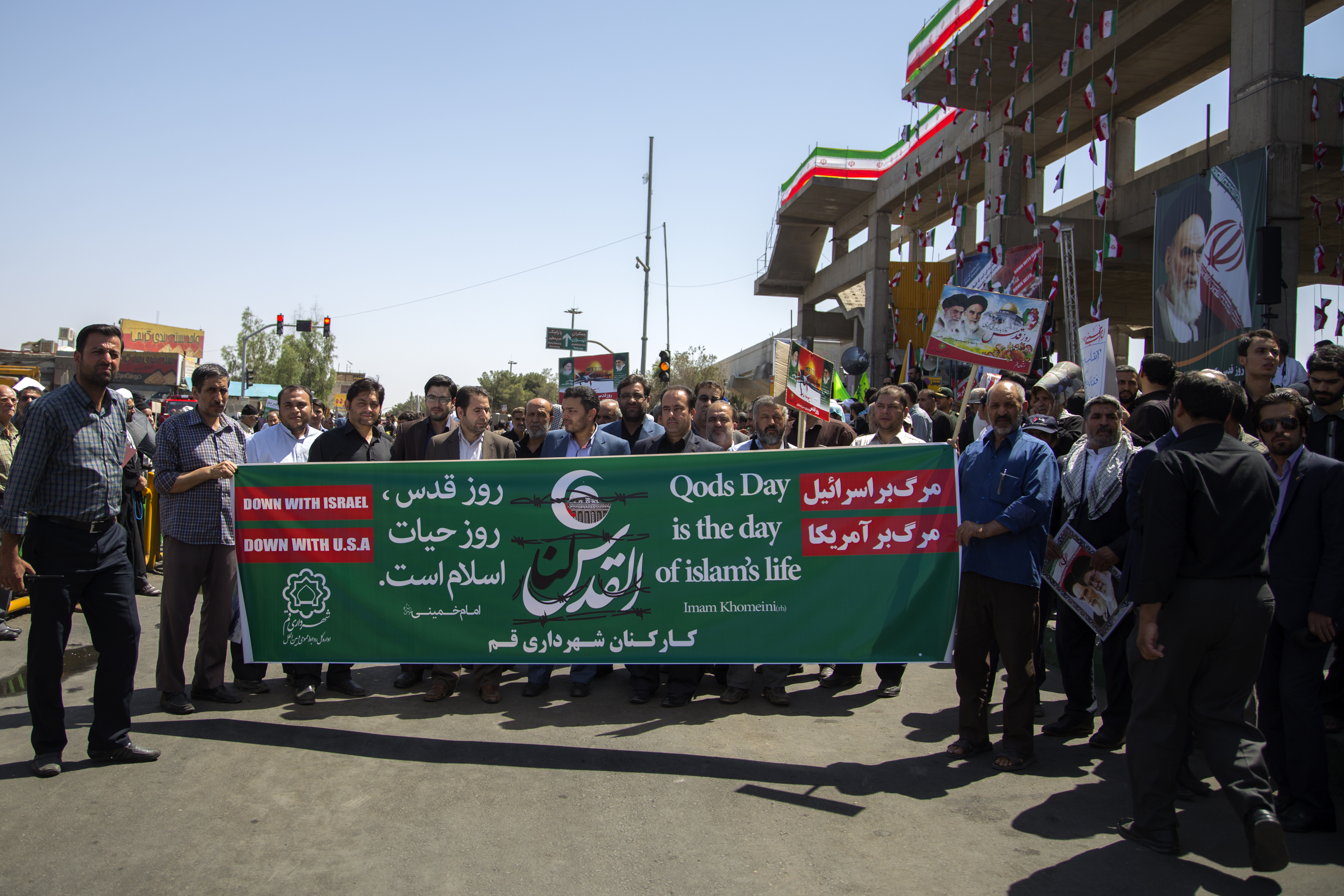
イラン・ゴムにおける反米・反イスラエルデモ

イスラム教を奉じる反シオニズム主義者は一般的に、イスラエルをイスラム世界への介入者と見なし、イスラム世界はムスリムによってのみ合法的永続的に支配されるのが理想と考える。
また、イラン革命以降のイラン政府やパレスチナ人らは、イスラエルが非合法である以上、イスラエルという国家そのものを指す場合、「イスラエル」ではなく「シオニスト政権」(Zionist regime) という語を用いることが多い。例えば2006年12月にタイム誌が行ったインタビューでも、イランのアフマディーネジャード大統領は「皆さんご存じの通り、シオニスト政権は英米両政府の傀儡政権に過ぎない」と発言した。

### カトリック教会と反シオニズム
ピウス10世やベネディクト15世、ピウス12世をはじめ現代の歴代教皇は、シオニズム批判を大々的に行ってきた。これは、ユダヤ人がキリストの神性を認めない以上、彼らが進めるシオニズム運動を支持するわけにはいかないためである。教皇庁もこうした問題により、1993年までイスラエルと関係が断絶していた。

### ユダヤ人共同体内部における反シオニズム
シオニズムが始まった当初、超正統派のヒレル・ツァイトリンやジョエル・テイテルバウム、マルティン・ブーバーなどの宗教的ユダヤ人は、ユダヤ人か否かに関わらず、世俗的なイデオロギーであるナショナリズムには反対の立場を採り、シオニズムに対する闘争を展開した。超正統派のEdah HaChareidisもシオニズムを批判している。
ユダヤ人共同体も一枚岩ではなく、集団内外でも様々な反応が見られる。こうしたことから、世俗的ユダヤ人と宗教的ユダヤ人との間に原理的な相違が見られる以上、世俗的ユダヤ人がシオニズム運動に反対する理由は、宗教的なユダヤ人のものとは大きく異なる。
第二次世界大戦以前、多くのユダヤ人はシオニズムを浮世離れした非現実的な運動と見なしていた。啓蒙主義時代のヨーロッパにおいて多くの自由主義者は、ユダヤ人が国民国家に忠誠を誓い、現地の文化に同化した上で完全な平等を享受すべきと説いた。一方、統合なり同化なりを受け入れたユダヤ人には、シオニズムがユダヤ人の市民権獲得の上で脅威に映った。
1912年に設立されたアグダット・イスラエル (Agudath Israel) は、シオニズムに対抗するユダヤ教組織であった。
1940年代にはシオニズムを批判するアメリカのユダヤ人団体American Council for Judaismが結成された。1942年5月、ビルトモア会議はパレスチナにユダヤ人共同体を設立すべきという伝統的なシオニズム政策の放棄を宣言した。 これを受け、一部シオニストの間に、パレスチナにおけるアラブ・ユダヤ連合国家樹立を支持する政党を立ち上げるなどの動きが見られた 。
しかし、シオニズムに対する態度は、第二次世界大戦を境に変貌を遂げた。ホロコーストの実態が知られると、社会主義者で終生無神論を貫いたポーランド系イギリス人ジャーナリストのアイザック・ドイッチャーを含め、1948年以前はシオニズムを批判していた者でさえ見解を改めるようになった。第二次大戦以前、ドイッチャーは国際社会主義運動に害を与えるとしてシオニズムに反対していたが、ホロコースト以後は戦前の見解を撤回し、戦後まで生存したユダヤ人に避難所を与えるのは「歴史的必然」との立場からイスラエルの建国を支持した。なお、ドイッチャー自身は1960年代以降、パレスチナ難民問題を契機として反シオニズムに回帰している。
ヨーロッパやアメリカでは、多くのユダヤ人が左派あるいは国際主義的な信念からシオニズムに反対したし、エジプトでは共産主義の影響を受けたユダヤ人反シオニズム同盟が結成された。一方で、ユダヤ人のジャック・バーンスタインはシオニズムをマルクス主義だとして批判した。ノーマン・フィンケルスタインは両親がナチス・ドイツの強制収容所に収監された経験を持っているものの、反シオニズムの立場をとっている。
またイスラエルにおいてもマツペンやハダシュといった政党を中心に、反シオニズムを標榜する組織や政治家が存在する。
イスラエルの人権擁護派イスラエル・ シャハク教授は、イスラエルはユダヤ教徒をイスラエルに呼び戻して彼らに市民権を付与する「帰還法」を掲げる一方で、故郷に戻ることを国際法上認められた500万人のパレスチナ難民の帰還を拒否する人種差別国家であり、露骨な差別主義だと批判している。
また敬虔なユダヤ教徒であるカナダの歴史学者、モントリオール大学のヤコヴ・ラブキン教授は、「シオニズムはユダヤ教の教義に反する」と批判しており、「寛大な古き良きユダヤ教徒の姿をシオニストは侮辱した」と語っている。
アリーヤーを巡る対立

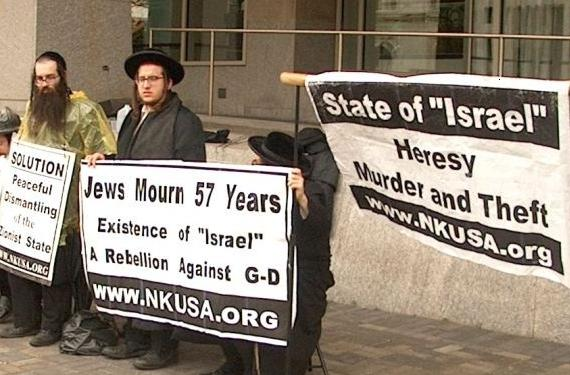
ワシントンD.C.で行われたアメリカ・イスラエル公共問題委員会会場にてユダヤ人国家の平和的解体を訴えるナートーレー・カルター（2005年5月）

ヘブライ語で「上昇」を意味するアリーヤーという語は、ユダヤ人によるイスラエルへの帰還を表す言葉として古代より用いられてきた。中世に入ると、ナフマニデスやアイザック・ルリア、ヨセフ・カロら多くの有名なラビがイスラエルの地へ戻った。この他世界各地で離散を余儀なくされているユダヤ人も、メシアの時代に果たされるであろう帰還を祈り、その願いは数世代にわたって受け継がれていった。しかしユダヤ啓蒙主義時代には、改革派がアリーヤーを含め伝統的な信条を時代に合わないものと見なし破棄した。その後、イスラエルへのユダヤ人入植者が増加すると、従来の宗教上の信条と並行してイデオロギー的政治的配慮から、アリーヤーが再び脚光を浴びるようになる。
ただ、敢えて離散状態を選択するユダヤ人も少なからず存在することから、アリーヤーへの支持が常に厚いわけでなく、現代のシオニズム運動もそれ程一般的ではない。とは言え、正統派や保守派、近年では改革派に至るまで、シオニズムは一定の支持を得ているのが現状である。

## その他の動向

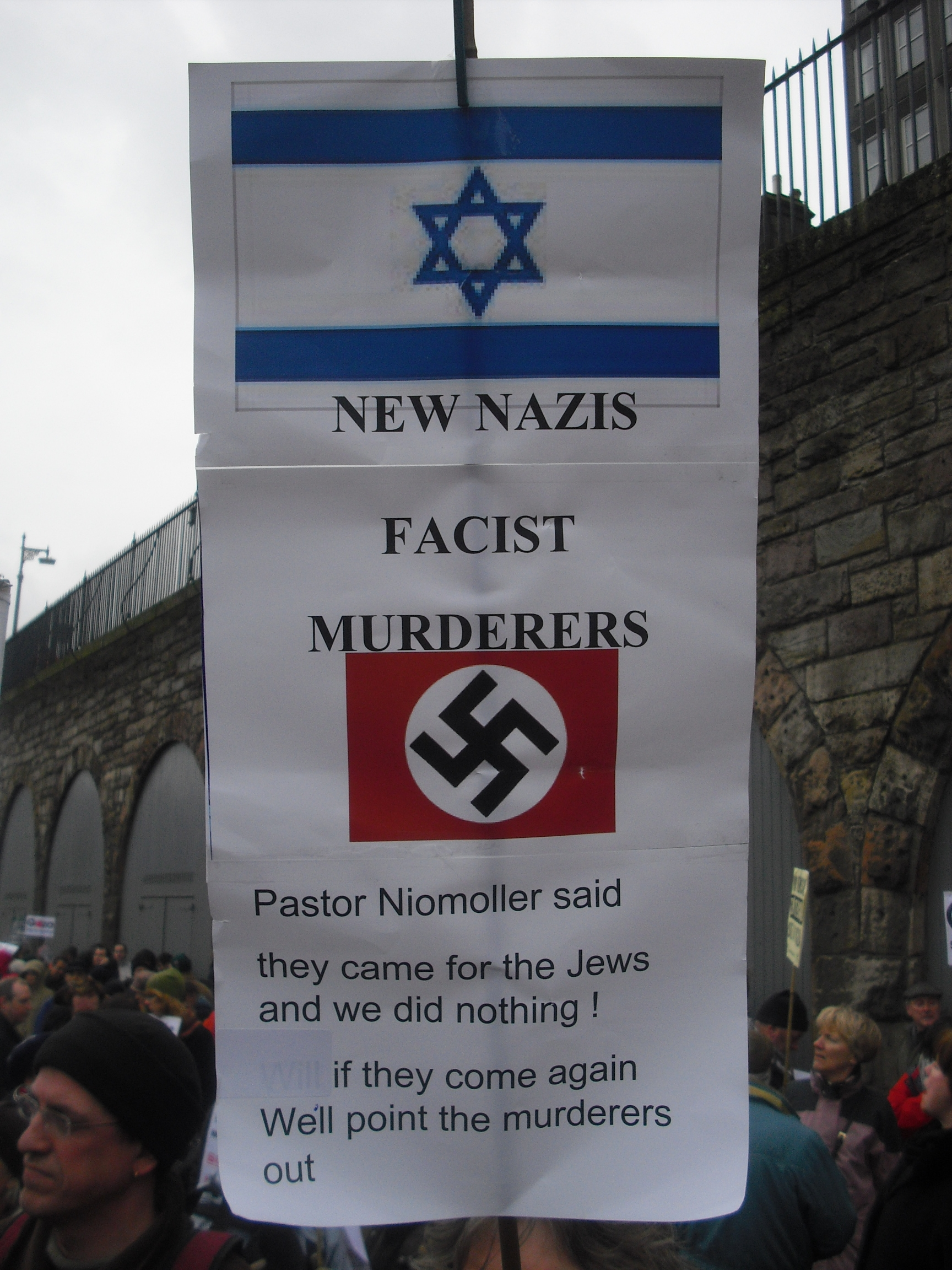
イギリス・エディンバラにおけるイスラエルのガザ攻勢に反対するデモ。イスラエルをナチスドイツに例える。

2003年の世論調査では、EU15か国の59%がイスラエルを「世界の平和にとって最大の脅威」とした。ピュー・センター (The Pew Center) はこれについて「ムスリムにとっては、パレスチナをめぐる紛争に関してアメリカが不当にイスラエルを支持しているという[彼らの]信念を確信させるものであり、99%のヨルダン人、96%のパレスチナ人、94%のモロッコ人がそれに同意している。大多数のヨーロッパ人もそうであった。イスラエルにおいてさえ、アメリカの政策が不当であるという声はそれを正当とする声を上回った。」と論評した。
ジェローム・サルターは、イスラエルとパレスチナの紛争の原因はアラブの反セム主義ではなく、「1300年以上のあいだパレスチナの住民の圧倒的多数がアラブ人であったにもかかわらず、ユダヤ教徒の国がパレスチナに建国されるべきだとするシオニズムの主張にある」と2001年に結論した。
2002年7月、約60人の神学者がアメリカ合衆国大統領に対してイスラエルの入植は「パレスチナの土地の略奪」と訴えた。またイザヤとイェレミヤがヘブライ語聖書の中で「神は全ての国と全ての人々に、他者に対して正義を働くこと、そして迫害された者、異邦人、父を失った者、また寡婦を護る」と宣言したことを書き添えている。
一方で、非ユダヤ教徒以外にもシオニズムを肯定するものもいる。キリスト教シオニズムは、イスラエル国家は神がアブラハムと交わした契約によって与えられたとし、イスラエルを支持する。キリスト教シオニストは、イスラエルのリクード党と共に1993年のオスロ合意や2003年の中東和平のロードマップに反対し、イラク戦争も支持した。他方、イスラエル福音ルーテル教会のムニーブ・ユーナーンは「キリスト教シオニズムは中東和平の敵である」と批判した 。

## イスラエルの反シオニスト
防衛大学立山良司名誉教授の論文によれば、2016年の調査上のイスラエル国内におけるユダヤ人全体では「自らをシオニストと思う」と答えているのは73％であり、24％はシオニストではないと答えている。同論文では、イスラエルの現代正統派は24％、伝統派は14％、世俗派は24％、超正統派は63％が「自分はシオニストではない」と回答したとされる。
中でも最も戒律を厳格に守る超正統派は反シオニズムとされ、日常生活を重んじる世俗派とはイスラエルでも対立している。超正統派はイスラエル建国に関して聖書の「汝、殺すなかれ、盗むなかれ」に違反しているとし、「聖書の教えに反した行いは同胞といえど肯定できない」という認識を持つ。また、「メシア（救世主）が現れないと真のユダヤ国家は実現できない、しかし、まだメシアは現れていない、だから現在のイスラエル国家は偽物であり、認められない。」、「メシアが現れるまで建国は待つべきだ」としている。